# Kjell Kolthoff

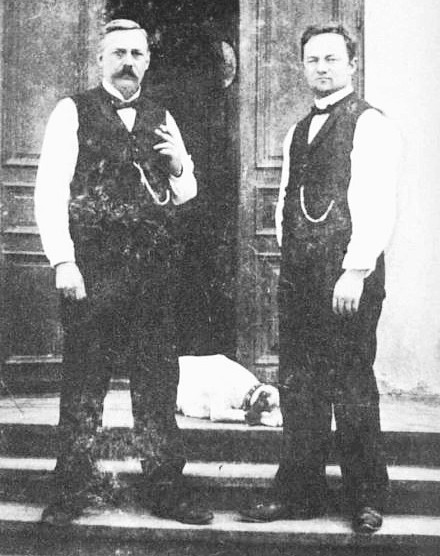
Gustaf och Kjell Kolthoff.

Kjell Gustaf Adolf Henrik Kolthoff född 29 augusti 1871 i Uddevalla församling, död 28 februari 1947 i Rasbo församling, Uppsala län, var en svensk skriftställare, landskapsmålare och konservator.

## Biografi
Kjell Kolthoff var son till Gustaf Kolthoff och lärde sig konservering och montering av djur av fadern i dennes firma Skandinaviska naturaliemagasinet. Han deltog även i uppbyggandet av Biologiska museet i Stockholm 1893 och gjorde målningar i de biologiska museer som upprättades i Uppsala och Södertälje. Han deltog även i faderns expeditioner till bland annat Grönland och Spetsbergen. 1921-1923 gjorde han en expedition till Chinkiangbergen i närheten av Nanjing i Kina.